# Proa

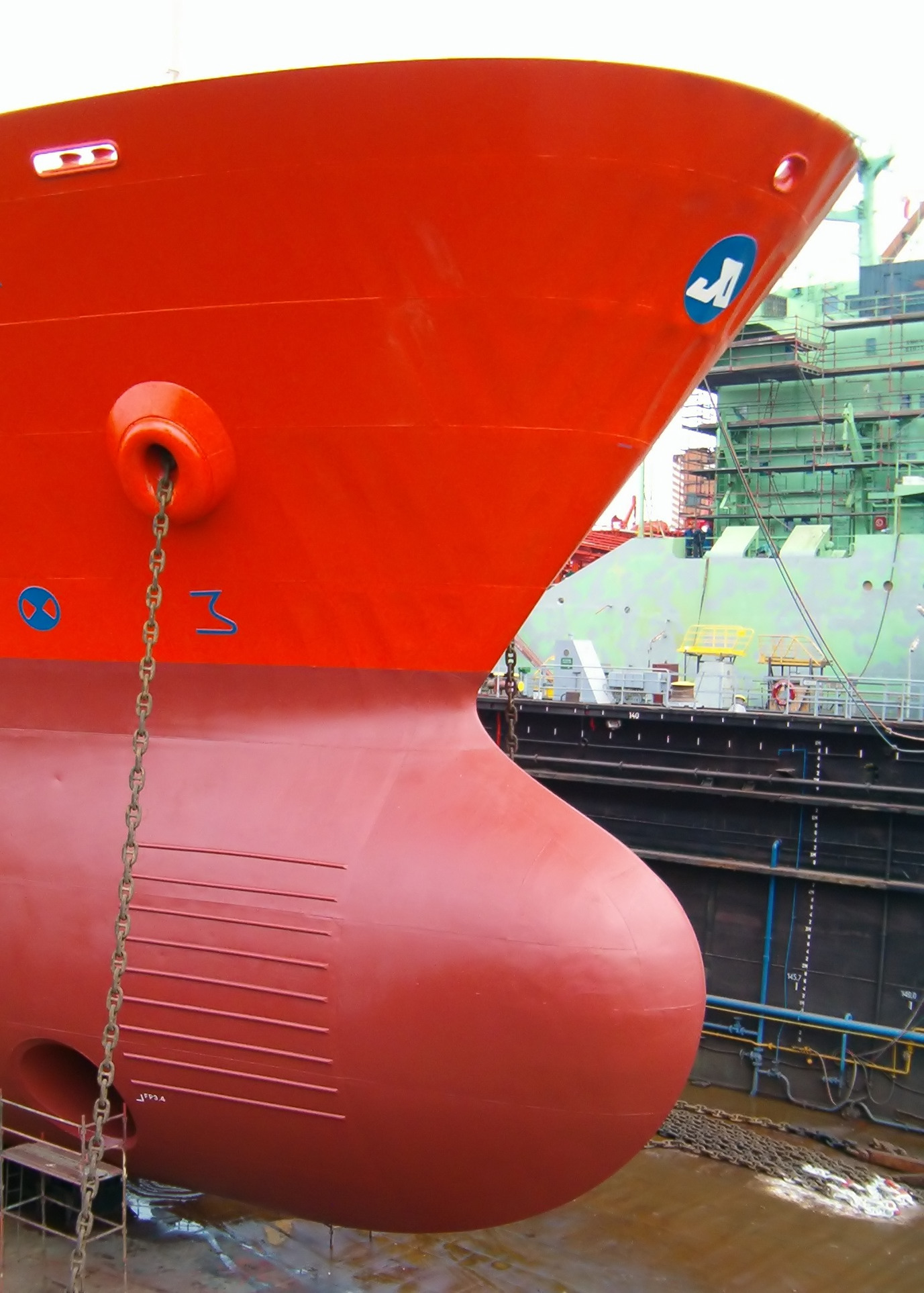
Proa de bulbo.

En náutica, la proa de una embarcación es la parte delantera en la cual se unen las amuras formando el canto que al avanzar va cortando las aguas en que navega. 
También se denomina proa al tercio anterior del buque. 

## Descripción

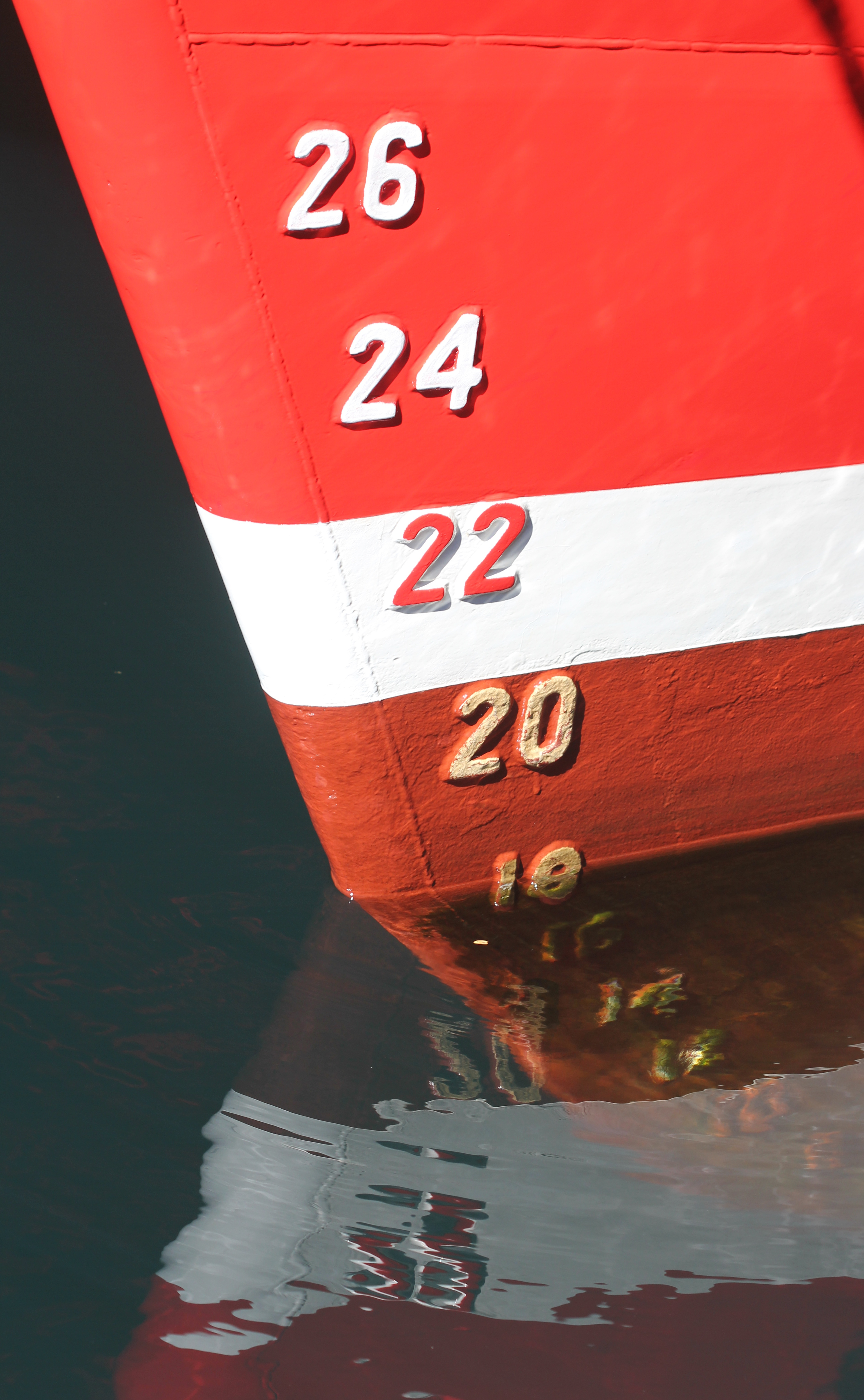
Marcas reflectantes de línea de flotación en la proa.

La proa es afinada para disminuir al máximo posible su resistencia hidrodinámica al movimiento.
Antiguamente, principalmente en los siglos XVII y XVIII, la proa solía llevar bauprés y mascarón de proa (figura decorativa). Hoy, solo lleva los emblemas particulares, el nombre y un símbolo de la compañía naviera si es un buque mercante.
En la proa se alojan el cabrestante (modernamente, pues antiguamente se llevaba más a popa), las anclas y el torrotito.
La estructura interna de la proa se compone de cuadernas y mamparo de colisión (usado en buques desde la época romana).
El mamparo de colisión está construido pensando en una colisión frontal y su función es absorber la energía del choque y contener la entrada de agua. Generalmente, aloja las cadenas del ancla.

## Partes

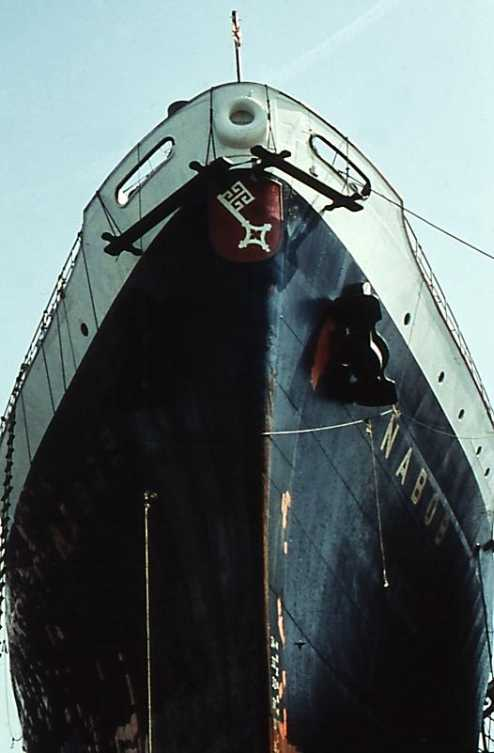
Proa de un barco alemán. Nótese el emblema naviero.

| Español | Inglés           | Descripción |
| --- | ---------------- | --- |
| Bauprés | Bowsprit         | |
| Columnas de Bauprés                                                                                             | Knightheads      | Si tiene bauprés pesado, puede llevar estos refuerzos laterales. |
| Beque | Beakhead         | Si tiene beque, el tajamar se separa de la roda, y requiere el uso de curva capuchina (para cerrar la brecha vertical) y curvas banda (para reforzarlo lateralmente). |
| Pescante de amura                                                                                               | Bumkin (Boomkin) | Si tiene beque, puede tener pescante de amura. |
| Curva capuchina                                                                                                 | Knee of the Head | |
| Curvas bandas                                                                                                   | Chicks           | |
| Escobénes | Hawse holes      | Si tiene curvas bandas, puede tener los escobenes en éstas. |
| Taco bajo de escobén                                                                                            | Bolster          | |
| Tajamar | Cutwater         | |
| Parasemo | Figurehead       | Puede estar directamente en la roda o si tiene beque en este. |
| Branque |                  | En embarcación grande puede tener branque constituido por: caperol, roda y pie de roda.                                                                               |
| Caperol (Cabeza de Branque)                                                                                     |                  | |
| Roda | Stempost         | En embarcación pequeña en lugar de branque, puede tener solo roda y pie de roda.                                                                                      |
| Pie de roda | Gripe            | La quilla es una sola pieza horizontal y para que continúe hacia arriba con la roda, requiere esta curva, el pie de roda.                                             |
| Amura |                  | |
| (1) De todas éstas, las proas modernas solo tienen escobenes, amura y roda. Además, pueden tener bulbo de proa. |                  | |

| Español                                                                    | Inglés   | Descripción |
| -------------------------------------------------------------------------- | -------- | ----------- |
| Curva de sobrequilla de proa                                               | Stemson  |             |
| Contrarroda (Contrabranque, Albitana de proa)                              | Apron    |             |
| Dormidos                                                                   | Deadwood |             |
| Mamparo de colisión                                                        |          |             |
| (1) De todas éstas, las proas modernas solo tienen el mamparo de colisión. |          |             |

## Tipos
| Español                                 | Inglés          | Tramos respecto a la vertical                                                                                         | Tramos respecto a la vertical |
| Proa                                    | Bow             | (Desde arriba hacia abajo)                                                                                            | (Desde arriba hacia abajo)    |
| --------------------------------------- | --------------- | --- | ----------------------------- |
| Recta                                   | Straight stern  | 1. Recta vertical 2. Pequeña curva (centro adentro)                                                                   |                               |
|                                         | Plumb           | 1. Recta vertical en obra viva 2. Curva (centro adentro) en obra muerta                                               | proa recta pero con más curva |
| Lanzada (Inclinada)                     | Raked           | 1. Inclinada hacia adelante.                                                                                          |                               |
| de Campana                              | Flared          | 1. Inclinada hacia adelante con curva (centro afuera)                                                                 | proa lanzada pero curvada     |
| de Violín (Atlántica, de Yate, Clipper) | Clipper         | 1. Pequeña curva (centro adentro) 2. Bastante inclinada hacia adelante con curva (centro afuera)                      | proa de campana bien larga    |
| de Bulbo                                | Bulbous         | 1. Inclinada hacia adelante con curva (centro afuera). 2. Gran bulbo hacia afuera                                     | proa de campana con bulbo     |
| de Cuchara                              | High-chin spoon | 1. Inclinada hacia adelante con curva (centro adentro).                                                               |                               |
| de Cuchara                              | Low-chin spoon  | 1. Inclinada hacia adelante con curva (centro adentro). 2. Inclinada hacia adelante                                   |                               |
| de Espolón                              | Ram             | 1. Inclinada hacia atrás con curva (centro afuera). 2. Espolón 3. Inclinada hacia adelante con curva (centro adentro) |                               |
| Invertida (X-Bow)                       | Inverted        | 1. Inclinada hacia atrás con curva (centro afuera) 2. Inclinada hacia adelante con curva (centro adentro)             | proa de espolón sin éste      |

### Proa recta
Universal, muy usada en los siglos XIX y XX.

### Proa lanzada (inclinada)
Frecuente, en barcos de pesca.

### Proa de Violín (Atlántica, de Yate, Clipper)
Muy usada en buques oceánicos hasta fines de la II GM.

### Proa de bulbo
Tiene reducida resistencia a la marcha en buques de gran tonelaje. La más usada en la actualidad. Inventada por el ing. ruso Vladímir Yurkévich.

### Proa de cuchara (Maier)
Es una clase de proa lanzada, con formas en V muy abiertas, que presentan buenas características marineras, aunque con mal tiempo atenúa poco el movimiento de cabeceo, y disminuye la capacidad de carga en el tercio de la proa.

### Proa de espolón

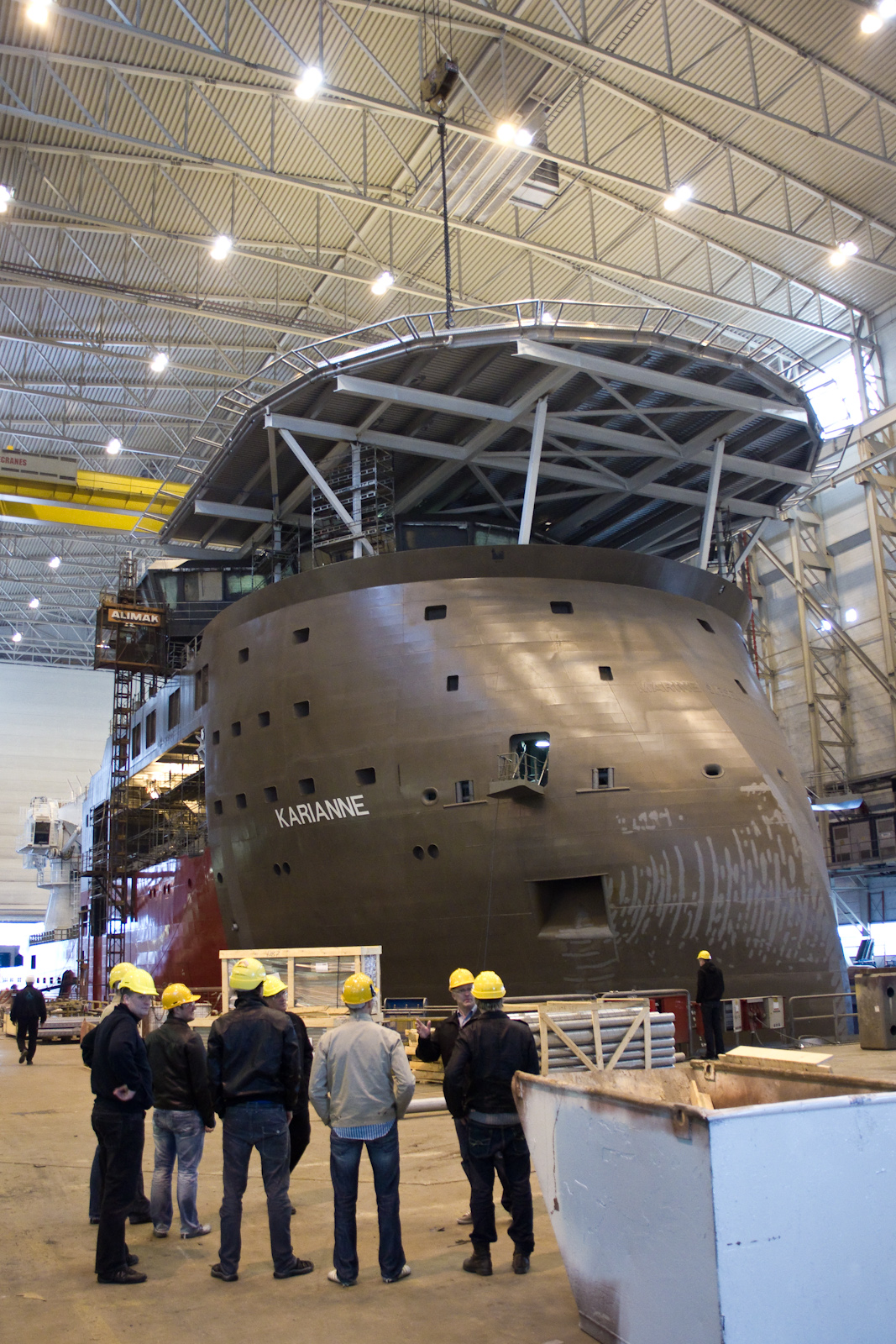
Proa invertida o proa X-Bow.

Tiene forma de violín invertido proyectada desde atrás hacia la roda desde la línea de flotación, muy reforzada cuyo uso data desde la época de Nerón en la Armada romana y posteriormente se aplicó en los buques de guerra en el siglo XIX hasta principios del siglo XX para fines de embestir otras embarcaciones.

### Proa invertida (X-bow)
Tiene buenas características en condiciones de mal tiempo. Derivada de la proa de espolón. Muy usada en buques militares del siglo XIX y XX.
- Proa trawler, se usa en pesqueros de altura, para mares borrascosos.
- Proa recta, utilizada en casi todos los veleros de competición del siglo XXI. Corta con baja resistencia el agua y le da al velero un aspecto más aerodinámico.

## Expresiones

Símbolo de proa bulbo pintado en el casco.

### Conducta
- Poner la proa: fig. fijar la mira en alguna cosa, haciendo las diligencias conducentes para su logro y consecución.

### Característica
- Estar sobre proa: estar el buque más calado de lo regular en esta parte.
- De popa a proa: se dice en dos sentidos, primero, en el de la longitud del buque; segundo, en el de comprender todo lo que se encierra a bordo y de que se trate en el momento, ya sean individuos o efectos.

### Procedimiento
- Abrir la proa: separar con el bichero la de un bote u otra embarcación menor del muelle o buque adonde estaba atracada o bien hacerla declinar hacia fuera de un bajo-fondo, empujando en este con la palanca o botador. En otro sentido muy distinto, abrirse la proa.
- Tomar por la proa: lo mismo que traer debajo del agua a alguno.[3]

### Maniobra
- Acuartelar a proa: frase y voz de mando para que se acuartelen el foque y demás velas de proa que en el momento admitan esta maniobra, cuando por descuido del timonel o por una escasez repentina del viento, quiere tocar el aparejo y se corre riesgo de tomar por avante.
- Cortar o cruzar la proa: pasar por delante de otro buque, atravesando su rumbo. Pasar por delante de la línea que marca la proa. En la acepción más común de este verbo se dice también que cruza la proa un arrecife, etc. que atraviesa o se encuentra en la dirección del rumbo que se sigue.
- Ganar (la proa al viento): adelantar siempre hacia barlovento o hacer un rumbo que forme con la dirección del viento un ángulo menor de 90°.
- Hacer buena proa, hacer tal proa y sacar tal proa: significan o se refieren al rumbo ventajoso en que se navega, relativamente a las circunstancias de viento, mar y punto u objeto de destino.
- Hacer la misma proa que otro buque, llevar tal proa, y enmendar la proa: equivalen a las de hacer, llevar y enmendar el rumbo.
- Llegar la proa hasta tal rumbo: es llegar en la orzada a confundirse la dirección de la quilla con la del rumbo de que se trata, el cual se supone ser el de menor ángulo posible con el viento en las circunstancias.
- Pasar por la proa: esta frase equivale a la de cortar la proa, con la sola diferencia de que la primera se tiene más generalmente por un efecto natural de los movimientos de ambos buques y la segunda suele la mayoría de las veces tomarse en mal sentido o como expresión con que se designa un desacato o falta de respeto o consideración de parte del que corta o cruza por delante de aquel a quien debía respetar y acatar; por lo menos, esta falta se significa siempre con dicha frase.
- Poner, meter, mantener la proa a la mar o al viento: cerrar el ángulo de la dirección de la quilla con la del viento o mar, orzando cuanto lo permitan la una o la otra.
- Virar de popa a proa: Virar en redondo.

### Combate
- Ganar la proa a un buque: adelantársele, situarse en posición ventajosa para cortarle la proa.
- Embestir de proa y embestirse por la proa: como embestir roa a roa.

### Accidente
- Dar con la proa en tierra: lo mismo que dar con el bauprés o con el botalón.
- Zambullir la proa: meterla o sumergirla toda en el agua en una cabezada.